# Sežanski botanični park
Botanični vrt Sežana - vrt ob vili Mirasasso se nahaja sredi Sežane; zasajen je z rastlinami iz različnih delov sveta in Krasa. Botanični park je zaščiten kot hortikulturni spomenik in sodi med spomenike oblikovane narave, ki skrbno obravnavajo dele naravne dediščine, ki imajo posebno znanstveno, estetsko, kulturno in zgodovinsko vrednost. S parkom upravlja Komunalno stanovanjsko podjetje d. d. Sežana. Sežanski botanični park se uvršča v slovensko mrežo botaničnih vrtov in arboretumov ter se prek nje povezuje s sorodnimi parki po svetu.

## Zgodovina parka
Rojstvo parka sega v leto 1848, ko je grška trgovska družina Scaramangà iz Trsta v Sežani kupila posest in na njej zgradila vilo Mirasasso (v slov. občudovalec kamna). Prvi lastnik parka je bil Giovanni Scaramangà, sin Nikolaosa Skaramangasa, ki ga je med plemstvo povzdignil avstrijski cesar. Za njim je park podedovala njegova hči Mirto, po letu 1927 pa njen sin Giovanni. Giovanni, ki se je ukvarjal z gospodarstvom in politiko, predvsem pa je veljal za velikega zbiratelja zgodovinskih spominov Trsta, je še v svoji oporoki namenil skromen delež sredstev za sežanski park in Sežance. Med drugo svetovno vojno naj bi s svojim vplivom in zvezami obvaroval Sežano in okolico pred nemškim požigom.
Družina Scaramangà je s parkom gospodarila vse do nacionalizacije v letu 1948. Takrat so park dali v upravljanje Kmetijsko - pridelovalni zadrugi in ga odprli za javnost. V letu 1950 je takratno Ministrstvo za znanost in kulturo izdalo odločbo o zavarovanju drevesnega in cvetličnega parka. Leta 1957 je lastnik parka postala občina Sežana. Leta 1962 pa so ga dobili v upravljanje pravni predniki sedanjega upravljalca.

## Ureditev parka
Park se danes razprostira na površini enega hektarja. Prvotno je meril 2 ha in pol, a ga je leta 1949 izgradnja odseka železniške proge Sežana—Nova Gorica razdelila in zmanjšala.             
Družina Scaramangà je park uredila v drugi polovici 19. stoletja. Nastajal je postopoma, s skrbnim in vztrajnim zasajanjem sadik in semen, ki so jih mornarji na ladjah družine Scaramangà prinašali iz vseh koncev sveta. 
Podoba in sestava parka sta se v času in prostoru spreminjala. Najstarejši in najbolj slikovit je vhodni del parka do steklenjaka - palmarija. Iz ploščadi pred vilo so po centralni osi uredili geometrijsko oblikovan park, poln renesančnih prvin. Obiskovalci lahko vidijo stezice, rondoje, ribnik, pergole, skupine eksotičnih dreves. Ta del je bil zasajen z grmovnicami in drevesi iz subtropskih krajev in Sredozemlja. Večina jih še vedno raste. V letu 1890 so dogradili rastlinjak, ki je pomanjšana verzija schönbrunskega rastlinjaka z Dunaja. Uporabljali so ga prezimovanje eksotičnih in na zmrzal ali burjo občutljivih rastlin, ki pa so bile med letom razporejene po vrtu. To nalogo opravlja še danes. 
Drugi, večji del parka je bil bolj prosto urejen. Med drevesi so uredili gosto mrežo poti, ki vodijo do pergol in zanimivih pogledov. Posest se je iz parka nadaljevala tudi v sadovnjak s sadnim drevjem iz juga Italije, v vinograd grškega in borgognjeskega grozdja. V tem delu je bila urejena tudi umetna jama, nad katero se je dvigal eden od treh razglednih stolpov. Umetno jamo in razgledne stolpe, pa tudi nekaj eksotičnih dreves so pri gradnji železnice uničili.
Leta 1954 so park obogatili z novimi redkimi rastlinskimi vrstami, ki so jih prinašali iz Dunaja, San Rema in Brionov. Uredili so tudi manjšo drevesnico, kjer so gojili eksotične rastline za obnovo v vrtu, pa tudi za prodajo. Drevesnico so v 70-tih letih 20. stoletja opustili, nekatere »pozabljene« sadike pa so zrasle v drevesa. Tako včasih rečejo, da sta sežanski botanični park oblikovala človek, pa tudi narava.
Prvi znani glavni poklicni vrtnar je bil Viktor Škamperle, ki ga je pozneje zamenjal Franc Vrtovec, ki se je šolal v vrtnarski šoli na Dunaju. Franc Vrtovec je večkrat sodeloval tudi pri urejanju parka na Brionih.

## Rastlinska zbirka
Rastlinska zbirka vsebuje 198 lesnatih vrst in več 100 različnih vrst eksotičnih lončnic, kar botanični park uvršča med povprečno velike dendrološke zbirke v Sloveniji. V parku so zastopane lesnate rastline iz različnih koncev sveta, ki jih v notranjosti Slovenije redkeje srečamo. Med najlepšimi  in najvrednejšimi drevesi v parku so sinja libanonska cedra (Cedrus Libani »Glauca«), sinja atlaška cedra (Cedrus Atlantica »Glauca«), Bornmullerjeva jelka (Abies bornmuelleriana), velecvetna magnolija (Magnolia grandiflora), bela murva (Morus alba).
Pred steklenjakom so po avstrijskem vzoru urejeni pušpanovi rondoji; tu raste balearski pušpan, ki izhaja iz južne Španije in Balearov ter v tem delu Evrope predstavlja pravo redkost.
V spodnjem, prosto urejenem delu parka najdemo skupine eksotičnih dreves, javorjev drevored in nasad ceder, cipres in pacipres, tis v grmičasti in drevesni obliki, pa tudi nenačrtno oblikovan nasad samoniklega drevja in grmovja. 

## Razstave in muzejske zbirke
Ob sprehodu skozi parku, kjer si obiskovalec lahko ogleda več kot sto let stara redka drevesa, grmovnice in eksotične rastline v steklenjaku, si lahko s pomočjo multivizijske predstavitve vrne v čas družine Scaramanga. V razstavnem paviljonu najde pravi mali naravoslovni muzej s tremi muzejskimi zbirkami in galerijo s fotografskimi razstavami. Na ogled so: geološka zbirka (avtorja Bogdan Jurkovšek in Tea Kolar – Jurkovšek), zbirka 'Minerali v slovenskih kraških jamah' (avtorji Bojan Otoničar, Nadja Zupan-Hajna, Martin Knez), arheološka zbirka (avtorja Alma Bavdek in Peter Križman) ter zbirka 'Dinozavri s Kozine' (avtorji Adrian Košir, Bojan Otoničar in Irena Debeljak).
Fotografske razstave ponazarjajo podobo parka v času družine Scaramangà; razstava 'Botanični park' (avtorica Vilma Colja) predstavlja rastline v parku. Razstava 'Drevesa Krasa' (avtor dr. Robert Brus) pa postavlja park v širši dendrološki okvir okolja.

## Ogled parka
Park je zanimiv za oglede starejših obiskovalcev in ljubiteljev narave, pa tudi za mlade in šolske skupine, saj ponuja priložnost spoznavanja dokaj redkih predstavnic domačih in tujih rastlin. Še posebej je primeren za organiziranje naravoslovnih dnevov in poučnih ekskurzij za mlade, saj upravljavec zagotavlja vodene oglede parka. 
Park je odprt za javnost po poletnem oz. zimskem urniku; izven tega časa pa po predhodnem dogovoru.